# Championnat de Trinité-et-Tobago de football 2001
Navigation
Saison précédente Saison suivante
La saison 2001 du Championnat de Trinité-et-Tobago de football est la vingt-huitième édition de la première division à Trinité-et-Tobago et la troisième sous le nom de Professional League. Les huit formations de l'élite sont réunies au sein d'une poule unique où elles s'affrontent deux fois au cours de la saison, à domicile et à l'extérieur. La Professional League est un championnat fermé, il n'y a pas de relégation sportive.
C'est W Connection FC, tenant du titre, qui remporte à nouveau la compétition cette saison après avoir terminé en tête du classement final, avec deux points d'avance sur Joe Public FC et treize sur Defence Force FC. C'est le second titre de champion de Trinité-et-Tobago de l'histoire du club.

## Qualifications continentales
Le vainqueur de la Professional League obtient sa qualification pour la CFU Club Championship, la coupe des clubs champions de la région Caraïbes.

## Les clubs participants
| - W Connection FC - Defence Force FC - San Juan Jabloteh - Joe Public FC | - Doc's Khelwalaas - Police FC - Arima Fire - Caledonia AIA |

## Compétition
Le barème de points servant à établir le classement se décompose ainsi :
- Victoire : 3 points
- Match nul : 1 point
- Défaite : 0 point

### Classement
| Rang | Équipe            | Pts | J  | G  | N | P  | Bp | Bc | Diff |
| ---- | ----------------- | --- | -- | -- | - | -- | -- | -- | ---- |
| 1    | W Connection FCT  | 37  | 14 | 12 | 1 | 1  | 42 | 13 | +29  |
| 2    | Joe Public FCC    | 35  | 14 | 11 | 2 | 1  | 21 | 8  | +13  |
| 3    | Defence Force FC  | 24  | 14 | 7  | 3 | 4  | 36 | 22 | +14  |
| 4    | Police FC         | 23  | 14 | 7  | 2 | 5  | 26 | 23 | +3   |
| 5    | San Juan Jabloteh | 18  | 14 | 5  | 3 | 6  | 26 | 20 | +6   |
| 6    | Caledonia AIA     | 13  | 14 | 4  | 1 | 9  | 27 | 35 | -8   |
| 7    | Arima Fire        | 7   | 14 | 2  | 1 | 11 | 19 | 42 | -23  |
| 8    | Doc's Khelwalaas  | 4   | 14 | 1  | 1 | 12 | 13 | 47 | -34  |

|  | Qualification pour la CFU Club Championship 2002                   |
|  | T : Tenant du titre C : Vainqueur de la Coupe de Trinité-et-Tobago |

## Bilan de la saison
| Championnat de Trinité-et-Tobago de football 2001                             |                            |
| Champion                                                                      | W Connection FC (2e titre) |
| Coupes et trophées                                                            |                            |
| Vainqueur de la Coupe de Trinité-et-Tobago 2001                               | Joe Public FC              |
| Qualifications continentales                                                  |                            |
| CFU Club Championship 2002                                                    | W Connection FC            |
| Promotions et relégations                                                     |                            |
| Promus en Professional League                                                 | Aucun                      |
| Relégués en Championnat de Trinité-et-Tobago de football de deuxième division | Aucun                      |